# Hartmut Nickel
Pour les articles homonymes, voir Nickel (homonymie).
Temple de la renommée allemand :
Hartmut Nickel (né le 16 novembre 1944 à Weißwasser dans le Reich allemand et mort le 27 juin 2019) est un joueur professionnel et entraîneur est-allemand puis allemand de hockey sur glace.

## Carrière

### En tant que joueur
Hartmut Nickel joue toute sa jeunesse au SG Dynamo Weißwasser. En 1963, les dirigeants du SC Dynamo Berlin l'invitent pour un essai à Berlin. Il s'engage ensuite dans cette équipe. En 113 matchs de championnat, il marque 70 buts et est l'assistant de 47. Il est trois fois champion de RDA (1966, 1967, 1968) avec le SC Dynamo Berlin.
Hartmut Nickel participe avec l'équipe d'Allemagne de l'Est à des championnats du monde et aux Jeux olympiques de 1968. En 45 sélections, il est l'auteur de deux buts et deux assistances.

### En tant qu'entraîneur
En 1974, Hartmut Nickel arrête sa carrière de joueur et devient l'entraîneur de l'équipe des jeunes du SC Dynamo Berlin. En 1976, il est co-entraîneur avec Joachim Ziesche pour l'équipe élite. Ils forment un duo jusqu'à la saison 1987-1988. Pendant les saisons 1988-1989 et 1989-1990, Hartmut Nickel est le seul entraîneur, après le départ de Ziesche pour être sélectionneur de l'équipe d'Allemagne de l'Est. De 1980 à 1989, il est aussi consultant pour la sélection de l'équipe est-allemande. Lors de la dernière participation de l'Allemagne de l'Est à un championnat du monde en 1990, Nickel fait ses débuts comme entraîneur national avec pour assistants Rüdiger Noack et Roland Herzig. 
Après la réunification, il entraîne la nouvelle équipe du EHC Dynamo Berlin. Pendant la saison 1990-1991, l'équipe de la capitale connaît de nombreux revers pendant la première moitié, Hartmut Nickel devient entraîneur en compagnie de Lorenz Funk et Gerhard Kießling. Il a pour but la saison suivante de reconstruire l'équipe.
Pendant la saison 1992-1993, Hartmut Nickel est licencié le 8 décembre 1992 après la 27e journée et remplacé par Andy Murray, son assistant. Il rompt son contrat avec Berlin et s'engage pour trois ans avec l'EC Hannover Indians. En 1996, il est de retour à Berlin auprès de l'équipe espoir. En 1998, il est l'assistant de Peter Lee. Pendant la saison 2000-2001, il est d'abord administrateur des Eisbären Berlin. En novembre 2000, il est de nouveau assistant d'Ulrich Egen puis après son licenciement, de Pierre Pagé. La saison suivante, il est l'assistant de Don Jackson. Le 13 août 2014, il prend sa retraite d'entraîneur après 40 années d'activité. Il forma Stefan Ustorf pour être directeur sportif.

### Décès
Harmut Nickel est décédé le 27 juin 2019.